# 京阪プライベート・リート投資法人
京阪プライベート・リート投資法人（けいはんプライベートリートとうしほうじん）は、大阪市中央区にある投資法人（私募リート）。スポンサーは京阪グループ。

## 概要
京阪グループが、中期経営計画に基づき、不動産の循環型（投資→保有→売却→再投資）の事業拡大のために設立した。
投資対象は、首都圏及び近畿圏のオフィスを中心に、商業施設、住居系施設、ホテル、物流施設及び底地とする総合型REIT。
資産運用会社は京阪ホールディングスの100%子会社の京阪アセットマネジメント株式会社。

## 沿革
- 2016年3月2日 - 設立企画人（京阪アセットマネジメント株式会社）による投信法第69条に基づく設立に係る届出
- 2016年4月6日 - 投信法第166条に基づく設立の登記、本投資法人の設立
- 2016年4月21日 - 投信法第188条に基づく登録の申請
- 2016年5月25日 - 内閣総理大臣による投信法第189条に基づく登録の実施（登録番号：近畿財務局長 第5号）
- 2016年6月30日 - 運用開始

## ポートフォリオ
資産規模（取得価格ベース）は、2016年6月末の運用開始時に226億円、2018年6月末時点で310億円。
大阪のオフィス、秋葉原駅近くのオフィス、
大阪市西区西本町の賃貸マンションを取得している。
京阪堂島ビルとインテージ秋葉原ビルでDBJ Green Building認証を取得している。